# Runamo
Runamo er en klippe, som ligger vest for Ronneby i Blekinge. Ordet Runamo betyder bakken med runer på. Den blev for første gang beskrevet i Saxo Grammaticus Gesta Danorum omkring år 1200.
Ifølge Saxo havde Valdemar den Store udsendt en ekspedition for at undersøge en gådefuld runeindskrift på klippen. Men Valdemars ekspedition kunne ikke læse indskriften. 500 år senere rejste historikeren Ole Worm til Runamo. Men det lykkedes ham ikke at identificere indskriften.
I 1833 rejste den dansk-islandske arkæolog Finn Magnusen til Runamo. Året efter fik han den ide at læse runeindskriften baglæns, og i løbet af kun to timer havde han en tolkning. Magnusen var overbevist om, at runerne på Runamo var den hidtil ældste runeindskrift på norrønt (oldnordisk). Opdagelsen blev publiceret i juni 1834.
Men i 1844 påviste den unge historiker Jens Jacob Asmussen Worsaae, at Finn Magnusens tydning var urigtig, og at det kun var naturlige revner i klippen. Indskriften var bare et geologisk fænomen.